# Zupasser

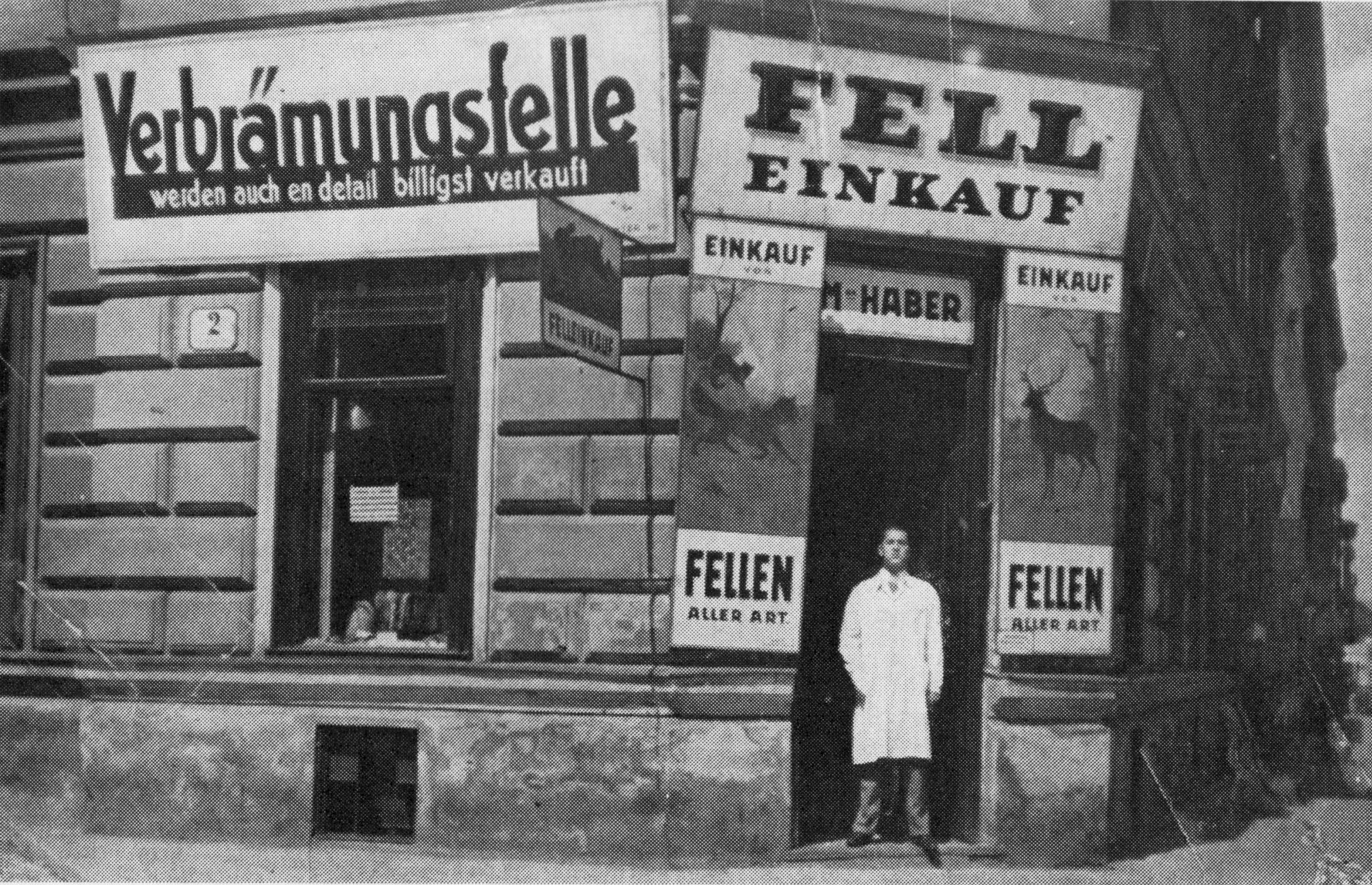
Der Wiener Zupasserhändler Max Huber (1922)

Als Zupasser werden in der Pelzbranche die für Pelzumgestaltungen, Pelzänderungen und Pelzreparaturen benötigten Felle bezeichnet. Ihre Beschaffung und der Handel mit ihnen stellt einen wesentlichen Zweig des Rauchwarenhandels dar, des Vertriebs von Pelzfellen.
Die erstmalige Verwendung des nach dem Zweiten Weltkrieg im deutschsprachigen Handel wohl allgemein gebräuchlichen Begriffs scheint unklar.

## Beim Kürschner
Für die Neufassonierung, die Umarbeitung eines Pelzbekleidungsstückes für einen Kunden durch den Kürschner wird häufig zusätzliches Fellmaterial benötigt. Ursachen können ein großflächigeres Modell sein oder die Änderung in eine höhere Konfektionsgröße. Auch für eine Reparatur im Haar abgetragener Stellen wird eventuell zusätzliches Fell gebraucht.

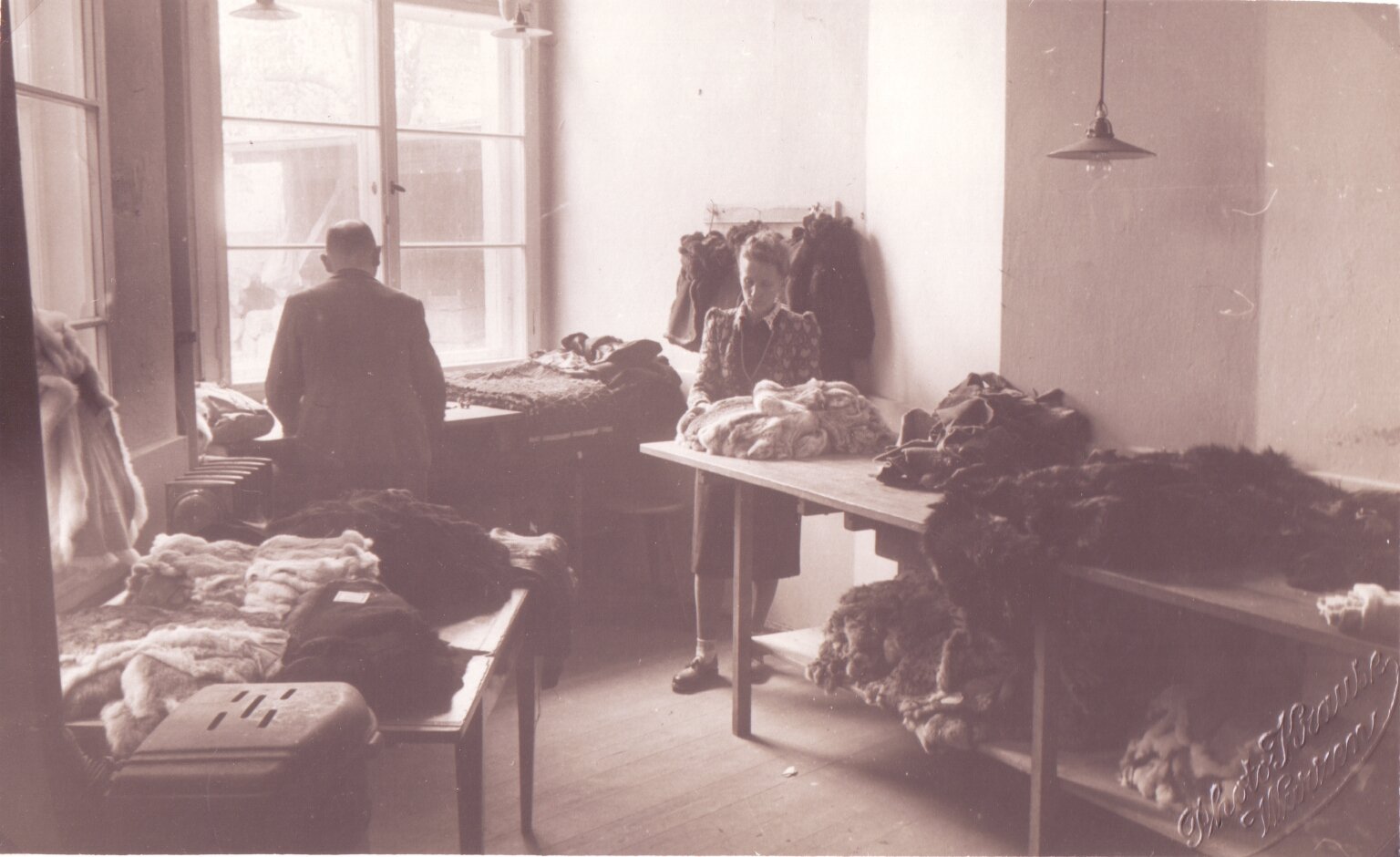
Felllager der Kürschnerei Bennewitz in Wurzen (ca. 1951/1952)

In einer nach dem Zweiten Weltkrieg erschienenen österreichischen Fachpublikation hieß es:

„Diese Neuformung kann, wenn genügend Material vorhanden ist, ohne Fellzugabe ausgeführt werden. Meist jedoch ist das bereits getragene Stück auch reparaturbedürftig, weil fehlerhaft. Dann wird in vielen Fällen auch neues Material als Ergänzung zugegeben werden müssen. Die Neufassonierung stellt zu manchen Zeiten, die infolge wirtschaftlicher Depression die Kaufkraft des Publikums sehr herabmindern, die Hauptbeschäftigung des Kürschners dar.
Auch zu Kriegszeiten, als kein neues Fellmaterial zur Verfügung stand, war man auf die Umarbeitung in erhöhtem Maße angewiesen. Es kam dann besonders darauf an, aus dem vorhandenen Material das erdenklich Beste und Schönste herzustellen, es wieder auf den »Glanz« herzurichten. Umsicht, Ideenreichtum, Geschicklichkeit waren dabei Haupterfordernis.
Es gibt auch Betriebe, wie einzelne Werkstätten, die sich ausschließlich mit Umarbeiten beschäftigen und ein gutes Auskommen dabei finden.“

Bald schon stellte es sich heraus, dass für viele kleinere und mittelgroße Kürschnereien die Pelzumgestaltung die Hauptbetätigung blieb, insbesondere durch die Zunahme der Pelzkonfektion. Die in großer Zahl durch Bekleidungskaufhäuser und andere Textilanbieter verkauften Pelze kamen für die sogenannten Servicearbeiten zum Kürschner, da die Textilhandelsbetriebe diese Arbeiten in aller Regel nicht anboten.
Zupasserfelle sind häufig gegenüber dem getragenen Pelz zu frisch in der Farbe. Insbesondere beim naturgrauen Persianer kann dies mit einer Farbauffrischung des alten, vergilbten Fellmaterials ausgeglichen werden. Ansonsten haben viele Kürschner überlieferte Rezepte, mit denen sie in einem begrenzten Umfang die neuen Felle den alten anpassen. Ein besonderes Problem stellen gefärbte Pelze dar, von schwarz einmal abgesehen. Nur selten wird der Handel passende Felle hierzu vorrätig haben. Ein anpassendes Bleichen oder Einfärben ist eventuell möglich, wegen des in der Regel nur annähernd gleichen Farbausfalls jedoch mit einem deutlichen Risiko behaftet. Jedoch bot die Leipziger Firma Walter Starke bereits in den 1930er Jahren an, Reparaturfelle entsprechend dem zu reparierenden Teil einzufärben. Wird ein Pelz anlässlich einer Umgestaltung umgefärbt, färbt der Pelzveredler die zugegebenen Felle bestmöglich passend mit ein. Da dabei immer auf eine deutlich dunklere Farbe gefärbt werden muss, ist der Ausfall in der Regel relativ gut, trotz der ungleich auf das Farbbad reagierenden und deshalb vom Färber unterschiedlich zu behandelnden Alt- und Neuware. Mit dem seit Anfang des 20. Jahrhunderts stark abgenommenen Absatz von Pelzbekleidung und der damit verbundenen Verringerung der Anzahl von Pelzgroßhändlern und Pelzfärbern wurden diese Möglichkeiten jedoch mehr und mehr eingeschränkt.
Bei einer Modellumgestaltung werden weniger gut passende Felle nach Möglichkeit an verdeckten Stellen, wie den Unterärmeln oder seitlich unter den Armen, eingearbeitet. Auch bei einer Reparatur ist es für ein optimales oder überhaupt akzeptables Ergebnis eventuell notwendig, das neue Material an diesen weniger sichtbaren Teilen einzusetzen, zum Beispiel bei einem Ausbessern abgetragener Vorderkanten. Mit dem herausfallenden Fell – sofern es in der Färbung und von der Haarstruktur her passt – kann dann die eigentliche Reparatur ausgeführt werden.
Ein wichtiges Thema bei der Zupasserbeschaffung per Paketdienst, früher Post oder Bahnexpress, ist die Haftung bei einem Abhandenkommen der manchmal extrem wertvollen Pelze. Die Kürschner sind regelmäßig durch eine sogenannte „Transportversicherung“ für Kundenware versichert, die entgegen ihrem Namen das gesamte Risiko der Lagerung beim Einzelhändler abdeckt, einschließlich des Transportrisikos für die Hin- und Rücksendung. Deren Summen werden, meist monatlich, dem Versicherer gemeldet.

## Im Rauchwarenhandel

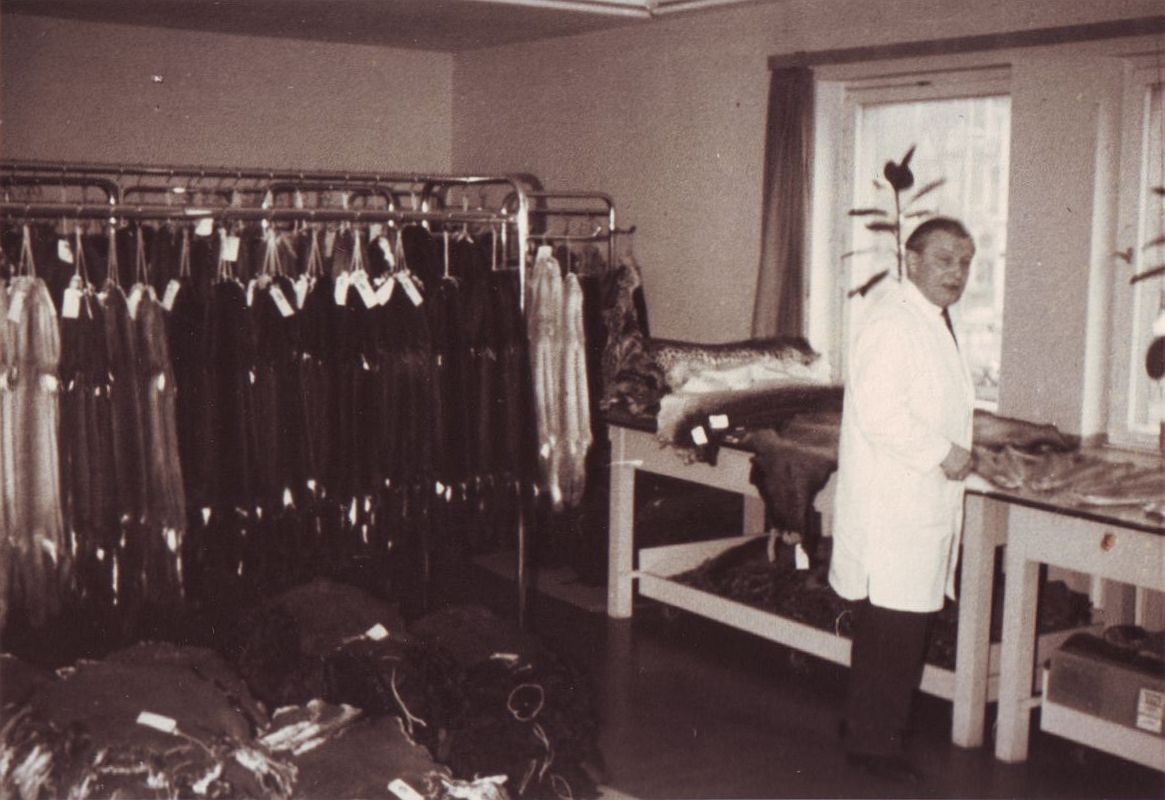
Felllager der Rauchwarengroßhandlung Pelz-Union, Frankfurt am Main (1961)

Ein wesentliches Qualitäts- und Wertmerkmal im Handel stellt die Färbung eines Felles dar. Dunkle, von der Sonne kaum ausgebleichte Felle mit seidigem Haar sind die besten, sie werden bei den meisten Wildtierarten entsprechend ihrem Farbschimmer in der Pelzbranche als „blau“ bezeichnet (Marderartige, Katzenartige und andere). Am anderen Ende der Farbwertskala befinden sich die ausgeblichenen, im Haar spröderen, als „rot“ bezeichneten Felle. Diese eigentlich unerwünschten Farbvarianten eignen sich in der Regel besonders gut als Zupasser für die während des Gebrauchs und durch Alterung ebenfalls mehr oder weniger stark verblichenen Kundenpelze.
Während des Booms der Pelznachfrage nach dem Zweiten Weltkrieg wurde die Zupasserbeschaffung im Rauchwarenhandel als lästiges, aber leider zur Kundenpflege notwendiges Übel angesehen, entsprechende Angebote in Anzeigen sind beispielsweise in den Fachzeitschriften der 1970er Jahre so gut wie nicht zu finden. Dies änderte sich mit dem Abflauen der Branchenkonjunktur; mit dadurch zunehmendem Anteil des Zupassergeschäfts fingen einzelne Rauchwarenhändler an, beispielsweise rote beziehungsweise altfarbige Felle für Zupasserzwecke zu inserieren. Bot noch 1955 im Adressverzeichnis des Pelzhandels deutschlandweit nur ein einziger Händler ausdrücklich Zupasserfelle an, waren dies 1985 bereits 10 Firmen, die auch für diesen Geschäftszweig warben. Zunehmend wurden sogar speziell für auf alt „veredelte“ Felle inseriert. Die Hilchenbacher Pelzveredlung ließ 1988 durch ihren „Oldie-Process“ „irische Nerze ganz alt aussehen“, die Firma H. J. Fritzsche bot 1996 altfarbig geblendete Waschbärfelle an. Auch gibt es immer wieder Handelsfirmen, die getragene Pelze oder Teile davon für Zupasserzwecke verkaufen. In den USA, wo der Handel mit Secondhand-Zupassermaterial gebräuchlicher ist als in Deutschland, rechnete man 1950 mit einer Verringerung um 25 bis 50 Prozent der Materialkosten bei der Verwendung von getragenem gegenüber neuem Fell.
Für die Verarbeitung durch den Kürschnerbetrieb sortiert der Großhandel die Felle meist in sogenannte Kürschnerbunde oder Sortimente vor, die Material für je einen Mantel oder eine Jacke beinhalten. Dabei wird versucht, möglichst wenige „Rester“ übrig zu lassen. Leider eignen sich diese, in die Sortimente nicht hineinpassenden Felle oft auch für Zupasserzwecke nicht. Der Händler steht bei einer Zupassernachfrage immer wieder vor der Entscheidung, ob er ein zusammenpassendes Sortiment „auseinander reißen“ soll, um damit auf unbestimmte Zeit die übrigen, nicht mehr für ein Konfektionsteil ausreichenden Felle am Lager zu behalten.

Zupasser-Werbung in Fachpublikationen im Wandel der Zeit
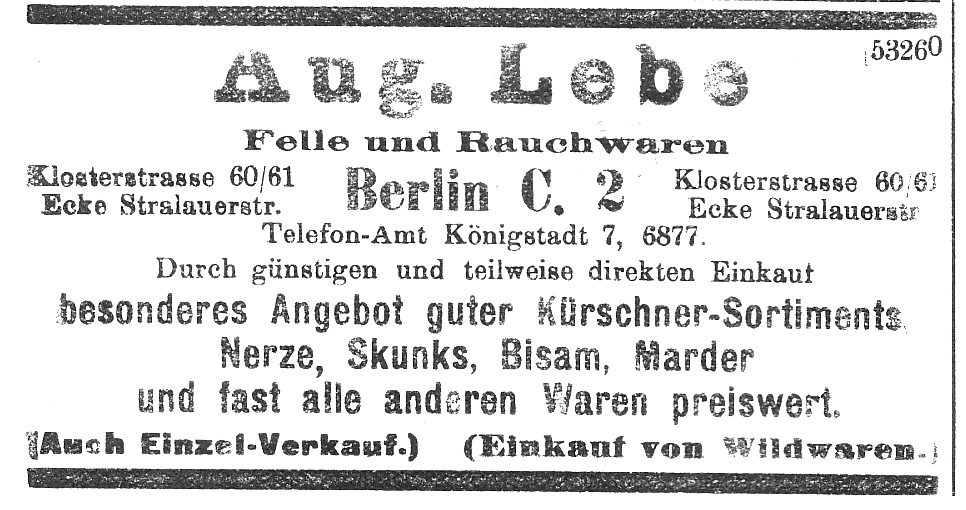
1915: „Auch Einzel-Verkauf“
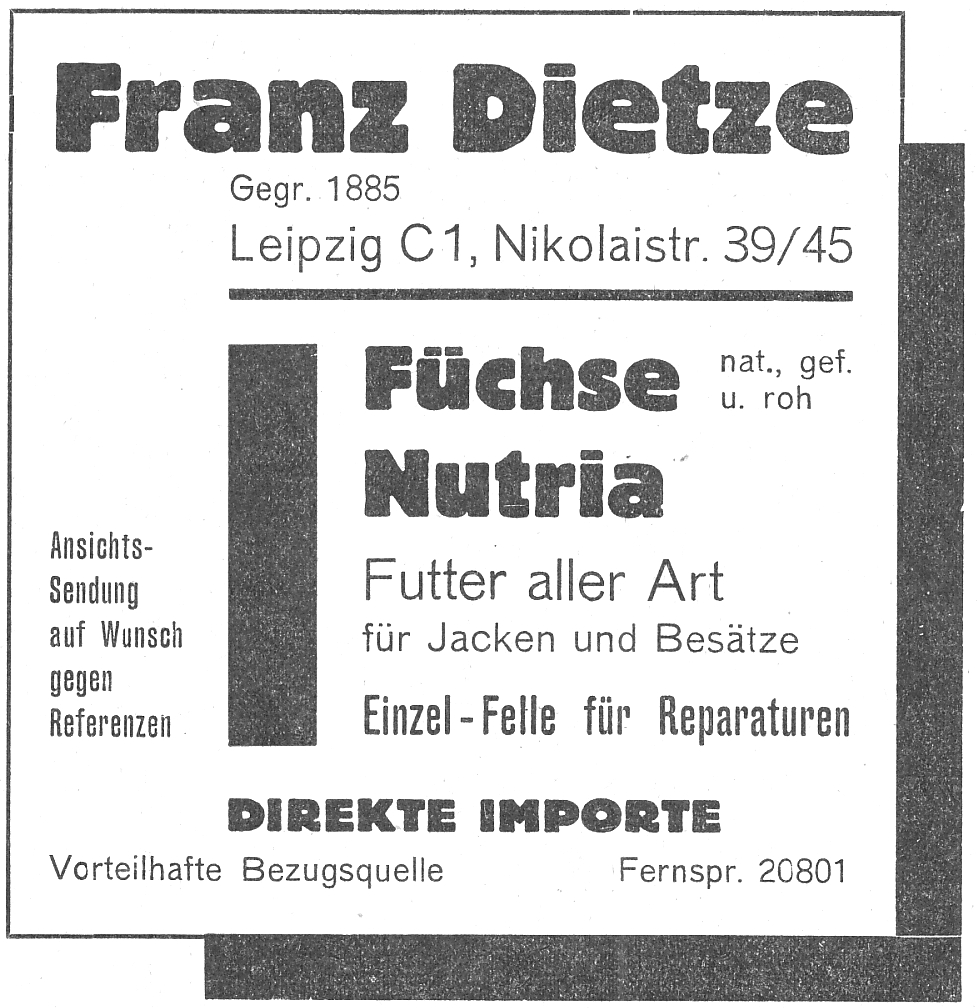
1934: „Einzel-Felle für Reparaturen“
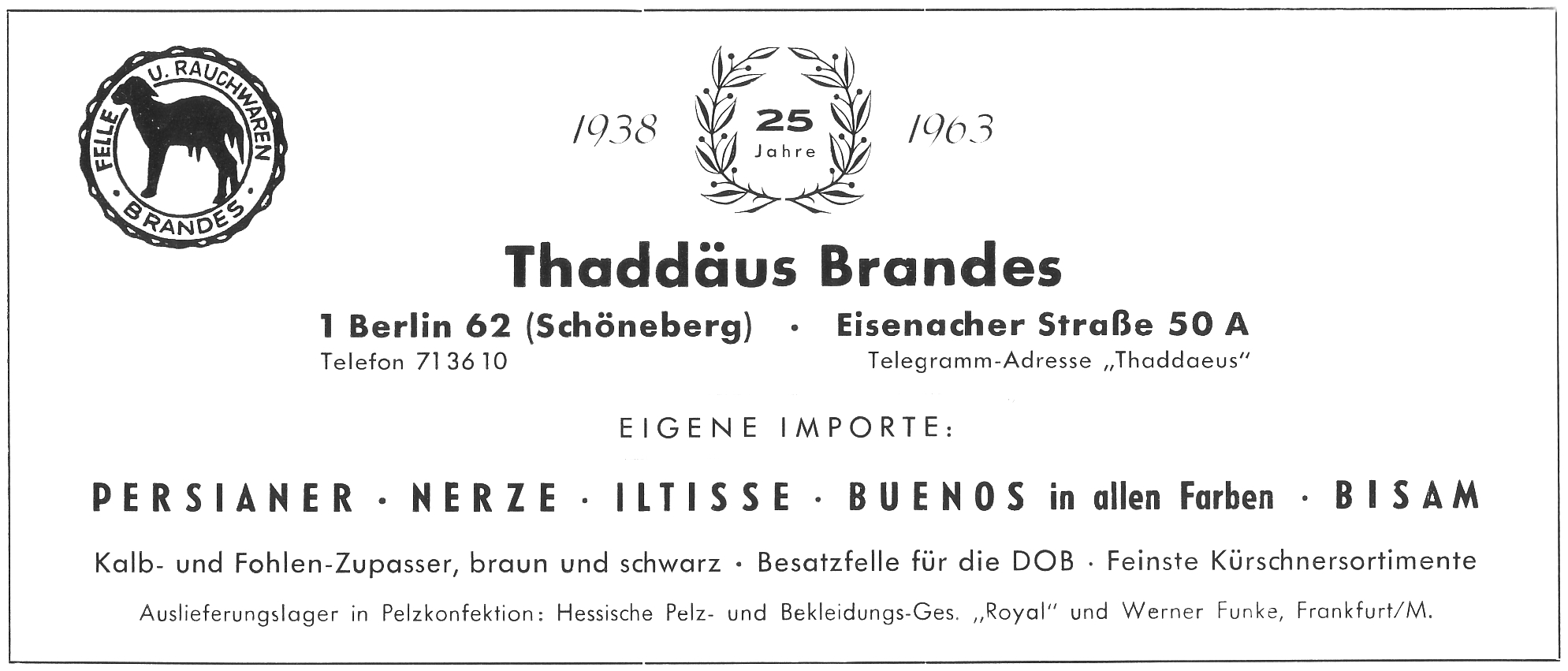
1965: „Kalb- und Fohlen-Zupasser“
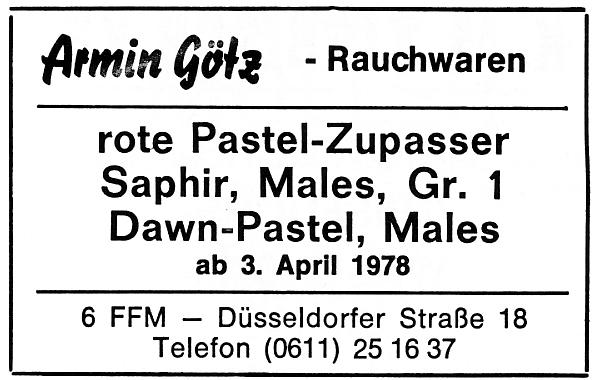
1978: „rote Pastel[l-Nerz]-Zupasser“
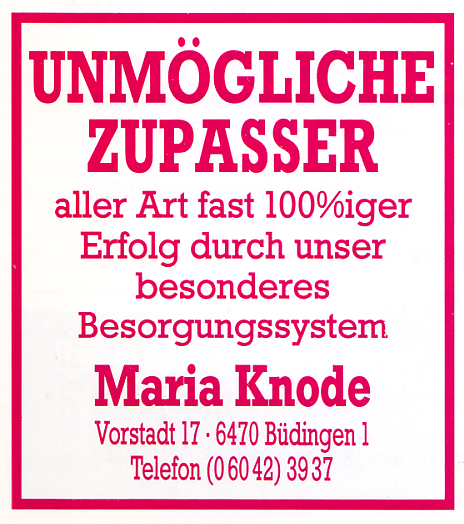
1988: „Unmögliche Zupasser aller Art“, „besonderes Besorgungssystem“
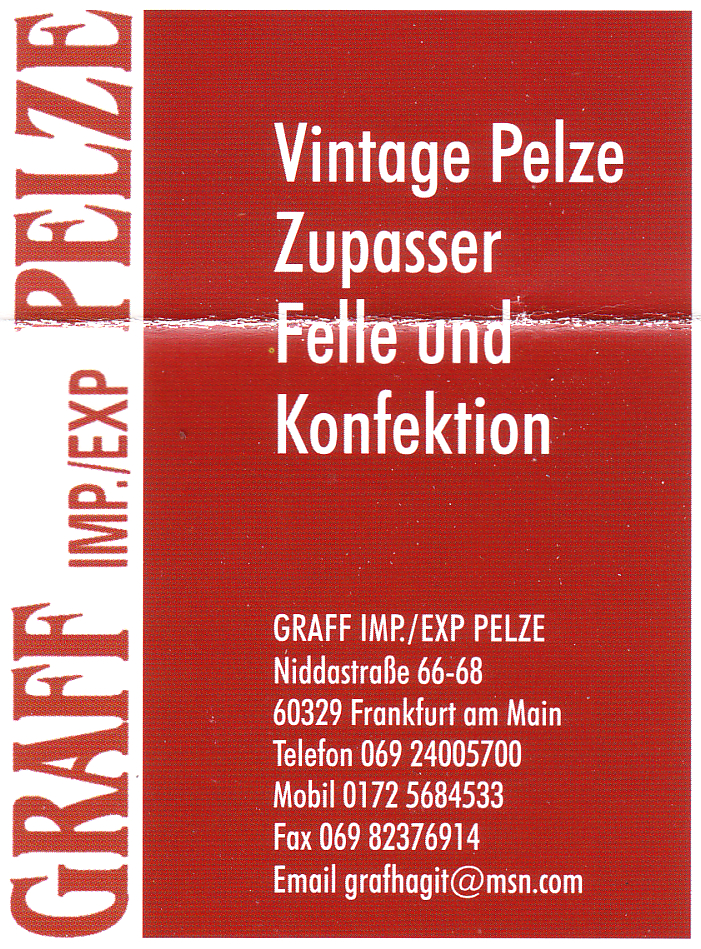
2012: „Vintage Pelze, Zupasser, Felle und Konfektion“

### Pelzhandelszentrum Niddastraße

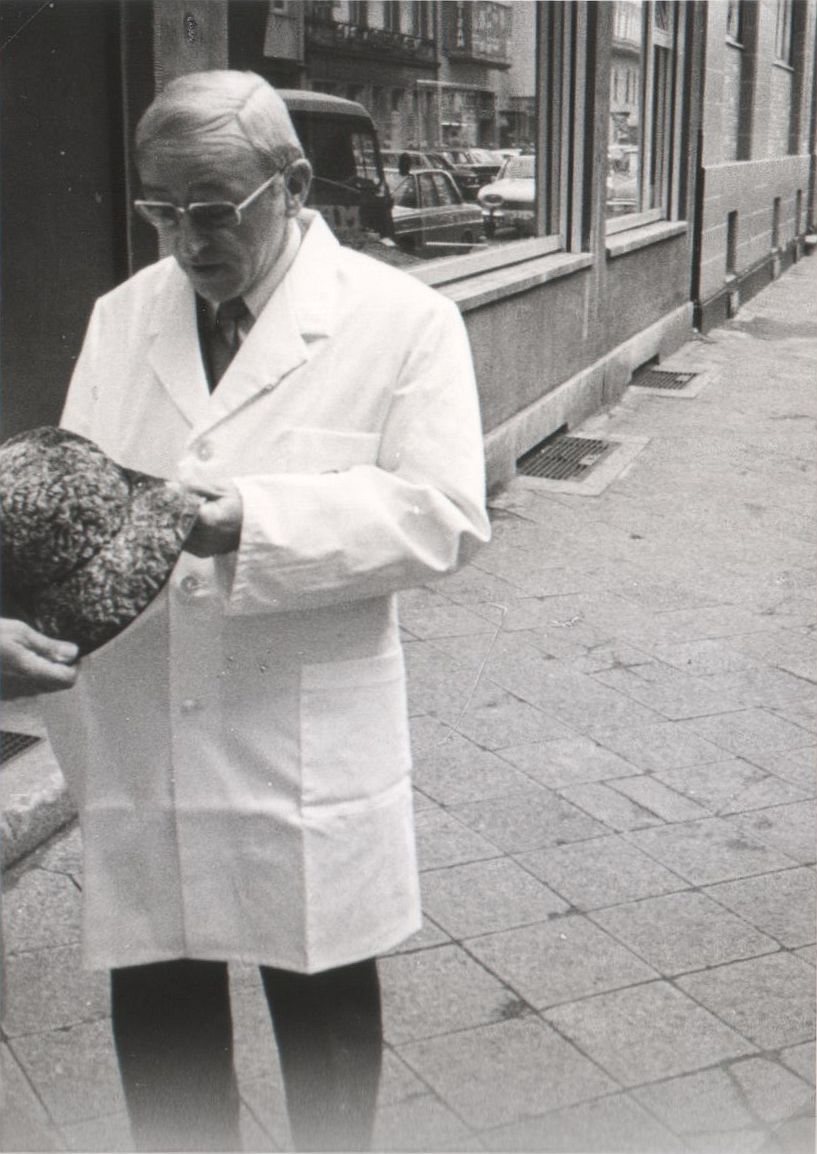
Rauchwaren-Kommissionär Rudolf Sonntag begutachtet einen Natur-Persianerhut. Bildunterschrift: „Wo bekomme ich Zupasser?“ (1969)

Die Besorgung der Zupasser wickelte sich in der Bundesrepublik Deutschland nach dem Zweiten Weltkrieg hauptsächlich über die in und um die Frankfurter Niddastraße ansässigen Rauchwarenhändler ab. Bis Anfang des 21. Jahrhunderts ballte sich hier der Pelzhandel, in der Art wie es bis 1945 das Pelzhandelszentrum Leipziger Brühl innehatte. Unter mehreren Branchen-Kegelklubs gab es zeitweilig sogar einen, der sich doppeldeutig „Die Zupasser“ nannte.
Diese Massierung des Spezialhandels erhöhte die Wahrscheinlichkeit, bestmöglich passende Felle und nicht eine bedauernde Absage zu erhalten. Entweder kamen die Kürschner direkt hierher, schon um sich gleichzeitig über Neuheiten zu informieren und um nach günstigen Angeboten Ausschau zu halten, bei erheblich verringerter Anbieter- und Abnehmerzahl geschieht dies noch heute, Stand 2024. Oder sie beauftragten einen Rauchwaren-Kommissionär am Platz. Aufgrund seiner Übersicht über die Felllager ist der Kommissionär in der Lage, auch schwierige Zupasser für seine Kürschnerkundschaft zu beschaffen. Für seine Arbeit erhielt er in den 1970er Jahren eine Courtage von 2 bis 5 Prozent, für die aufwändigen Zupasser, die meist auf eigene Rechnung abgewickelt wurde, auch mehr. Insbesondere für die Zupasseraufträge halten die Kommissionäre oft eigene Lagerbestände vorrätig.
Der Kommissionär Bernd Klebach berichtete, dass er als Lehrling einen großen Teil seiner Arbeitszeit mit der Zupassersuche und dem Ausstellen von Lieferscheinen beschäftigt war. Im „Europahaus“, Niddastraße 62, befand sich eine kleine Kantine, in der sich Mitglieder der Branche beköstigten und Neuheiten austauschten: „Zupasser wurden hereingereicht, es wurde nach Ware gefragt und natürlich blühte der Tratsch“. Anerkennend stellte Klebach fest, dass die Firma Thorer & Co. ein eigenes Schema für die Sortenqualifizierung von Persianern entwickelt hatte, „die die Suche nach Zupassern grenzenlos erleichtert und [das] handeln mit Breitschwänzen, Nerzen, Ozelot und diversen Besatzartikeln für die DOB (Damenoberbekleidung)“.
Ein anderer Frankfurter Kommissionär, Rudolf Sonntag, schrieb sich in einer im „Pelzmarkt“ und 1970 als gebundenes Bändchen erschienenen Glosse seinen Frust der Zupasserbesorgung von der Seele:
„Der Kommissionär war bereits sehr nervös und erschöpft, als er mit seinem Zupasser zur neunundvierzigsten Firma eilte. Dabei wußte er noch nicht einmal, was das für Tiere waren, die er da so eifrig suchte. […]
»Maikäfer-Kehlen, slategefärbt, welch eine Überraschung. Habe den Artikel jahrzehntelang nicht mehr gesehen. Ist ja nicht zu glauben, was der Zahn der Zeit daraus gemacht hat. Das war in den Jahren so neunzehnhundertschrecklich/einundschrecklich herum einmal meine Spezialität. Nein, ich habe Gott sei Dank kein einziges Fell mehr.«  […]
Jetzt wußte er wenigstens, was das für ein Material war. Mit frischem Mut zog er seines Weges weiter, und nach nur zwei weiteren Tagen hatte er aus der Ecke eines Rauchwarenhändlers tatsächlich elf Maikäfer-Kehlen, slategefärbt, gefunden. Sie paßten zwar nicht so ganz in der Farbe, aber er war dennoch stolz und glücklich, etwas Ähnliches aufgetrieben zu haben, zumal sein Kunde bereits mehrmals angerufen und zur Eile gemahnt hatte. […]
Nach vierzehn Tagen kamen die elf Maikäfer-Kehlen zurück. Ohne jeden Kommentar. […]“
Um die bei den Kürschnern lagernden Restfelle dem Markt zuzuführen, wurde vom Zentralverband des Kürschnerhandwerks im Jahr 1970 eine Sammelstelle bei der Firma Werner Loh, Niddastraße 56 eingerichtet. Hier konnten die Kürschner ihre bei der Verarbeitung übriggebliebenen Felle gegen eine Gebühr in Kommission geben. Vergessene „Zupasser-Felle, Regenschirme, Feuerzeuge, Hüte etc.“ konnte man seit Januar 1973 bei der Firma Fell-Union abholen, die dafür in ihren großen Schaufenstern als „Brühl'scher Schaukasten“ eine Ecke eingeräumt hatte.
Die Firma Herbert Blume Nachf. KG., Niddastraße 56, warb im Jahr 1985 im Fachverzeichnis der Pelzbranche, neben vielen Fellarten, erstmals und besonders hervorgehoben, für ihr Angebot von Zupassern. Im Jahr 1989 ging man noch einen Schritt weiter und inserierte, jetzt als Hauptangebot, „altfarbige Nerze“, 1991 dann mit dem Zusatz „in vielen Farben und Mutationen“. Zuvor, 1989, findet sich im Pelzfachverzeichnis der Adresseintrag „Zupasserservice Fellhandels GmbH, Niddastraße 62“.